# Ichneumon albibucca
Ichneumon albibucca là một loài tò vò trong họ Ichneumonidae.